# Jadis (Narnia)

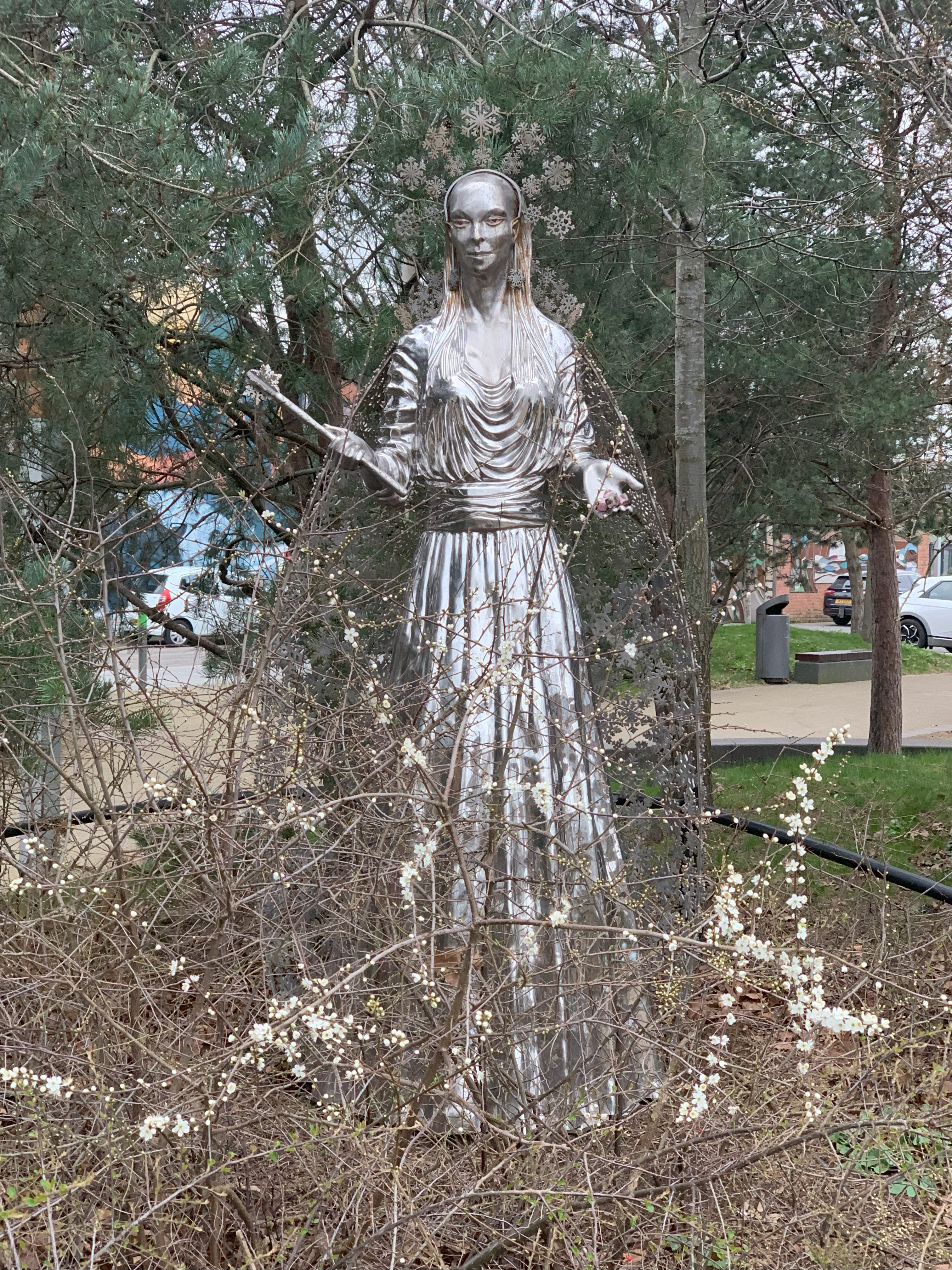
De Witte Heks (CS Lewis Square, Belfast)

Jadis, die later ook bekend werd als de Witte Heks (Engels: the White Witch) is een personage uit Het neefje van de tovenaar en Het betoverde land achter de kleerkast van De Kronieken van Narnia door C.S. Lewis.
Ze wordt beschreven als een zeer grote en sterke vrouw (haar ras was sowieso groter dan de gemiddelde mensen) van een adembenemende schoonheid. Ze is vreselijk trots en heeft een zeer kort lontje: bij het minste of geringste wordt ze kwaad en gebruikt ze magie of haar lichamelijke kracht om dingen kort en klein te slaan. In Charn en Narnia kan ze toveren, op Aarde kan ze dit niet (hoewel ze haar lichamelijke kracht behoudt). In het Woud tussen de Werelden verzwakt ze zelfs volledig en kunnen zelfs de kinderen Digory en Polly haar lichamelijk aan.
Hoewel ze er menselijk uitziet, is ze geen mens, al wil ze dat iedereen wel laten geloven. Volgens meneer Bever stamt ze af van Lilith, de eerste vrouw van Adam, en was ze half Djinn en half Reus.

## Het neefje van de tovenaar
In Het neefje van de tovenaar was Jadis de koningin van Charn totdat ze, bij een oorlog tegen haar eigen zus, het Allesverwoestende Woord uitsprak om koningin te blijven terwijl alle levende wezens werden vernietigd.
Na een betoverende slaap wordt ze door Digory Kirke en Polly Plummer gewekt en die nemen haar mee naar het Woud tussen de Werelden. Hier is ze zwak, maar ze gaan door naar onze eigen Aarde waar ze al snel de macht heeft over de oom van Digory, Andreas Ketterley. Na een gevecht op straat nemen de kinderen (per ongeluk) Jadis met Andreas, een paard en zijn koetsier mee naar het Woud en vervolgens naar een pikzwarte wereld.
Hier zijn ze getuige hoe de leeuw Aslan Narnia schept en van de dieren Pratende Dieren maakt. Met een ijzeren stok, die ze in onze wereld van een lantaarnpaal had afgebroken, probeert ze vergeefs de leeuw neer te slaan. Het ijzer valt op de grond. Als ze ziet dat de leeuw ongedeerd is vlucht ze. Het gevallen ijzer groeit uit tot een lantaarnpaal, die later als navigatie dient in latere tijden voor de Pevensies.

## Het betoverde land achter de kleerkast
In Het betoverde land achter de kleerkast noemt de Witte Heks zich  de Koningin van Narnia. Ze houdt Narnia al een eeuw in winter zonder kerst. Ze wordt geholpen door slechte dwergen, wolven, heksen, reuzen, roofvogels, grote vleermuizen, minotaurussen, wreedaards, feeksen, bullebakken, nachtmerries, schimmen, witte wieven, zeeslangen, griezels, monsters, slechte boomgeesten en grote mensapen. Deze afzichtelijke wezens worden niet nauwkeurig beschreven, volgens de schrijver om te voorkomen dat de volwassenen het boek ongeschikt achten voor kinderen.
Maar langzamerhand komt er een voorspelling uit die het einde voorspelt voor de Witte Heks. En uiteindelijk, als de winter voorbij is, staat ze tegenover Peter Pevensie, die wraak wil nemen omdat ze de vorige dag nog Aslan vermoord had vanwege de Verborgen Kracht. Maar na een lang gevecht komt Aslan te hulp. Omdat hij zichzelf had opgeofferd leeft hij weer en hij doodt uiteindelijk de Witte Heks.
In dit boek wordt de naam Jadis alleen genoemd wanneer Peter Pevensie het perkament van Maugrim in het huis van Tumnus vindt en voorleest. In alle andere gevallen wordt ze de Witte Heks genoemd.

## De zilveren stoel
In De zilveren stoel komt de Vrouwe met het Groene Gewaad voor, kennelijk een reïncarnatie van de Witte heks.